# Bagnolo Piemonte
Bagnolo Piemonte (piemontiul: Bagneul) település Olaszországban, Piemont régióban, Cuneo megyében. Lakosainak száma 5811 fő (2023. január 1.). Bagnolo Piemonte Bibiana, Luserna San Giovanni, Rorà, Barge, Cavour, Villar Pellice, Crissolo és Ostana községekkel határos.

## Népesség
A település népessége az elmúlt években az alábbi módon változott:
| Lakosok száma | 5972 | 5969 | 5811 |
|               | 2017 | 2018 | 2023 |